# Hélène Parisot
Pour les articles homonymes, voir Parisot.
Hélène Parisot (née le 17 décembre 1992 à Lisieux) est une athlète française, spécialiste des épreuves de sprint.

## Carrière sportive
Troisième du 200 m lors des championnats de France 2015, elle se classe troisième des championnats de France en salle 2017 et deuxième des championnats de France en salle 2020.
Elle atteint la finale du relais 4 × 100 m lors des championnats d'Europe 2022 à Munich mais l'équipe de France effectue un mauvais passage de témoin et ne termine pas la course.
Elle se classe deuxième du 200 m et troisième du 100 m lors des championnats de France 2023. Elle participe aux séries du relais 4 × 100 m des championnats du monde 2023 mais n'atteint pas la finale.
Aux championnats d'Europe 2024, elle bat son record personnel à chaque tour du 200m (série, demi-finale et finale), passant de 23 s 02 au début de la compétition à 22 s 63 en finale, où elle décroche la médaille de bronze, sa première médaille internationale en individuel à 31 ans.
Aux Jeux Olympiques de Paris elle termine 9eme sur 200m et 4ème avec le relais 4x100m.

## Palmarès

### International
| Date | Compétition           | Lieu   | Résultat | Épreuve   | Temps   |
| ---- | --------------------- | ------ | -------- | --------- | ------- |
| 2024 | Relais mondiaux       | Nassau | 2e       | 4 × 100 m | 42 s 75 |
| 2024 | Championnats d'Europe | Rome   | 3e       | 200 m     | 22 s 63 |
| 2024 | Championnats d'Europe | Rome   | 2e       | 4 × 100 m | 42 s 15 |
| 2024 | Jeux olympiques       | Paris  | 4e       | 4 × 100 m | 42 s 23 |

## Records
| Épreuve | Temps   | Vent | Lieu   | Date           |
| ------- | ------- | ---- | ------ | -------------- |
| 60 m    | 7 s 26  |      | Paris  | 9 février 2024 |
| 100 m   | 11 s 12 | +0,0 | Bulle  | 31 mai 2025    |
| 200 m   | 22 s 42 | +0,8 | Madrid | 29 juin 2025   |